# Fosso Vaccina
Il fosso Vaccina (o Fosso della Mola) è un corso d'acqua minore del Lazio, interamente compreso nella città metropolitana di Roma.

## Percorso

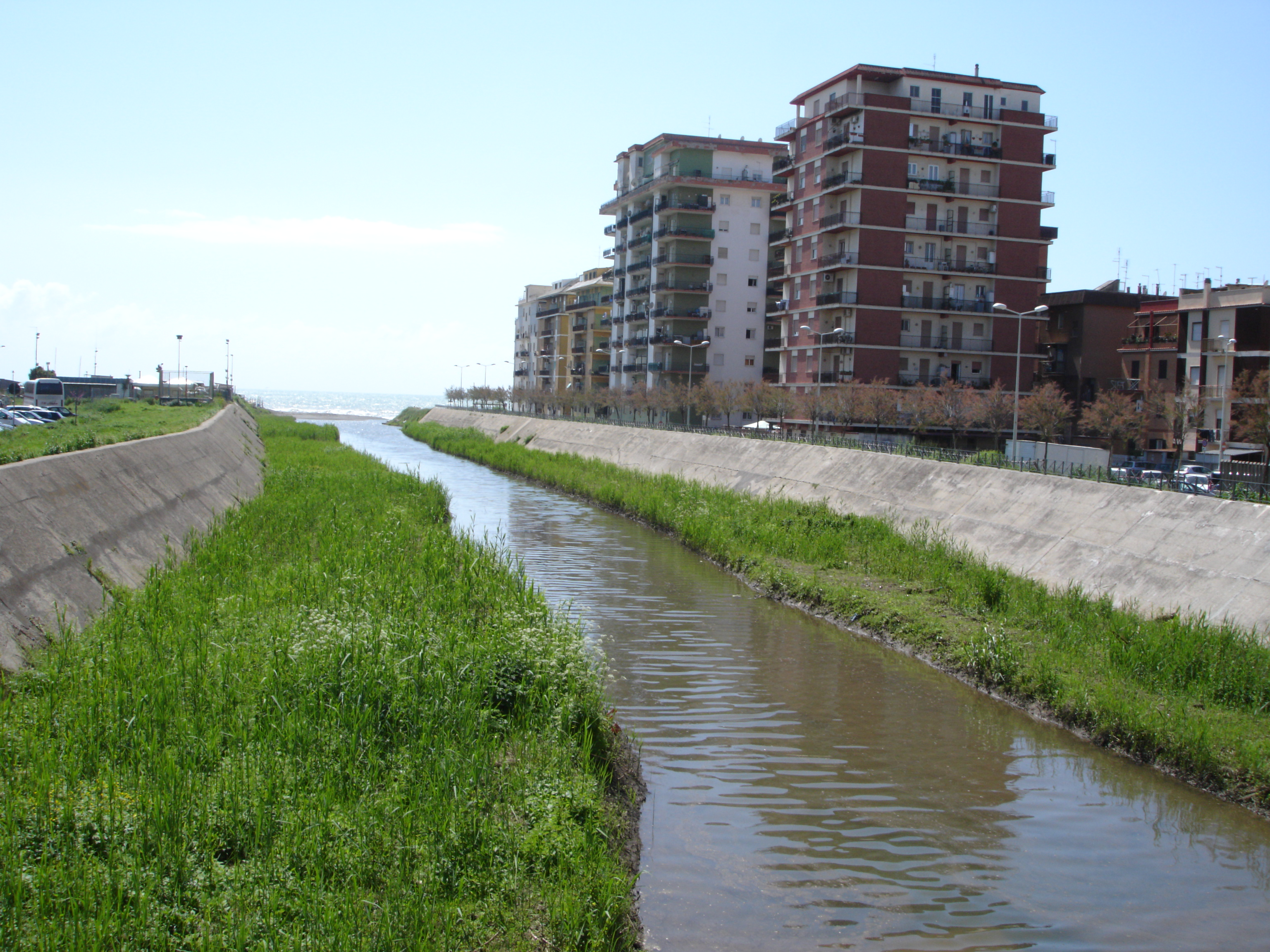
Il fosso Sanguinara presso la foce

Il corso d'acqua prende origine dai monti Sabatini, intorno al lago di Bracciano nel comune omonimo, e dopo aver costeggiato il pianoro di Cerveteri (antica città etrusca di Caere), sfocia nel mar Tirreno nel centro di Ladispoli.
Lungo il tratto iniziale, il fosso attraversa aree rurali ed un fitto bosco di querce. Nel medio corso nel territorio circostante il corso d'acqua è invece interessato da coltivazioni e pascoli, in una valle con i fianchi scoscesi, ben visibile dalla strada provinciale 4 che collega Ladispoli a Bracciano. Giunto al piano il fosso perde la sua naturalità, soprattutto per quanto riguarda le sponde, che comunque non vengono mai cementate, e attraversa terreni coltivati ed aree urbanizzate fino alla foce.

## Storia
Il fiume corrisponde probabilmente al Caeritis amnis, fiume dell'antica città etrusca di Caere, menzionato da Virgilio nell'Eneide, e al Caeretanus amnis di Plinio.
Un tratto del corso d'acqua è chiamato Torrente delle Ferriere a causa dell'attività che si svolgeva sulle sponde di quel tratto.
Presso la foce si trovano i resti di un ponte romano chiamato "Ponte dell'Incastro".

## Cascate
Sorgente alle spalle, le cascate che si incontrano sono:
- Ponte Rotto o di Castel Giuliano: la cascata più alta di tutte. È situata dopo un ponte. Presenta ai piedi un piccolo lago con al centro il getto d'acqua.
- del Moro o caduta dell'Ospedaletto[5]. È la cascata che compie il fosso di Monte la Guardia prima di affluire nel vaccina.
- Braccio di Mare. La più grande del fosso. È circondata da un laghetto dove si accumulano le acque di caduta del Vaccina.
- Arenile. È una cascata situata poco prima dell'afflusso col Vaccinello.
- Pietrone. È una piccola cascata nel corso del fosso Vaccinello. È costituita da un pietrone al centro con due cascatelle ai lati. D'estate è spesso asciutta.